# Ноттингем (городская агломерация)
Городская агломерация Ноттингем — крупнейшая городская агломерация региона Ист-Мидлендс с населением более 600 тысяч человек. Основной город агломерации — Ноттингем.

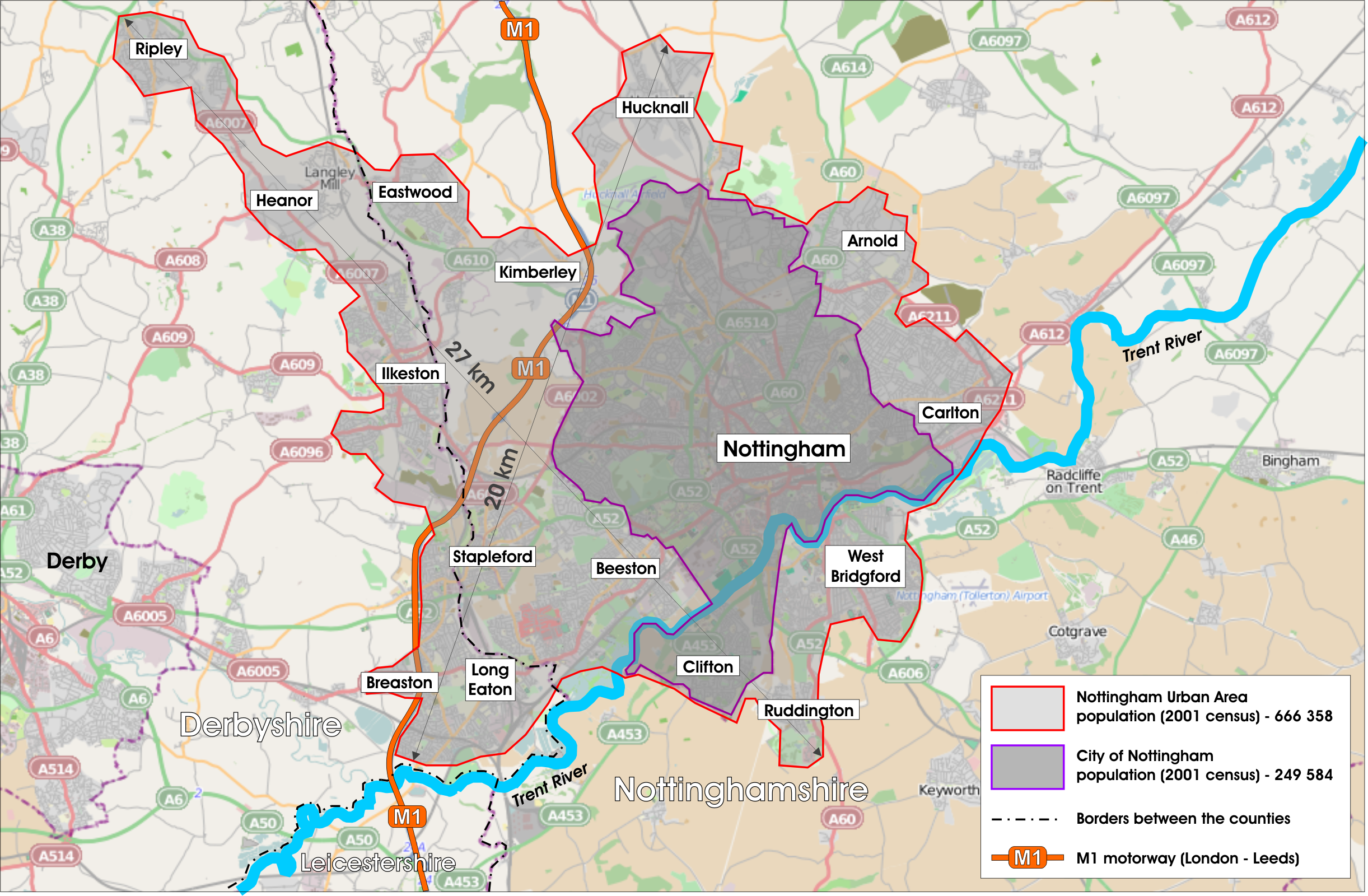
Городская агломерация Ноттингем

По данным Национальной статистической службы Великобритании в 2001 году городская агломерация Ноттингем состояла из 10 населенных пунктов с общей численностью населения 666 358 человек.

## Список населённых пунктов
Населённые пункты городской агломерации Ноттингем приведены в порядке убывания численности населения.
- Ноттингем 249 584
- Бистон и Стэплфорд 66 683
- Карлтон 48 493
- Лонг Итон 46 490
- Уэст Бриджфорд 43 395
- Арнолд 37 402
- Илкестон 37 270
- Хакнел 29 188
- Хинор 22 620
- Клифтон 22 312